# 矛盾大對決
《矛盾大對決》（日语：ほこ×たて）是日本富士電視台的交战型綜藝節目，在每週日19:00-19:58（日本時間）於富士電視台及其聯播網播出。而海外則先後在台灣緯來日本台（日語原音）和香港無綫電視J2台（粵語配音/日語原音雙語)等播出。2013年10月，有參與者出面說出節目製作過程多次造假，富士電視台因而宣布停播。

## 概要
以矛和盾有關的典故「矛盾」為基礎，讓持有相反「絕對○○」自信的雙方在一個平台上直接分出高下的綜藝節目。但是，此節目不僅僅為了對抗，最重要是使對抗雙方可以在各自領域不斷的以「更好」為目標。
節目先分別於2010年10月和2011年1月先以特別節目單集播放，2011年1月17日開始正式在星期一的「綜藝天堂」時間作常規播放。同年9月19日結束在「綜藝天堂」時間的播放，10月16日開始升格在黃金時段每週日19:00-19:58（日本時間）播放。
該節目的單集最高收視率於「綜藝天堂」時間為13.0%（2011年1月24日），而升格在黃金時段播放後單集最高收視率為16.4%（2012年3月11日）（Video Research調查，關東地區）。

## 內容
在節目的起首，會先說明對抗的內容和分別簡要介紹一下「矛盾」雙方。之後雙方會在名為「MAX PERFORMANCE」的環節中演示自己的實力。在看過「矛盾」雙方的演示錄像後，各個專業領域的嘉賓學者會依照錄像進行解說和預計對決的結果，當集嘉賓就要參考錄像和嘉賓學者的說法，估計哪邊會勝利。最後「矛盾」雙方就會依照定下的內容作正面對決分出高下。

## 主要的對決企劃
絕對無法鑽孔的金屬VS怎樣的金屬上都可以鑽孔的鑽頭
可以說是節目中最有名的對抗企劃，讓在現代的究極矛盾「絕對無法鑽孔的金屬」和「怎樣的金屬上都可以鑽孔的鑽頭」作正面對決。規則，金屬厚度20mm，鑽孔無時間限制，如果可以在金屬上開貫通孔就是鑽頭的勝利，如果鑽頭折斷或安全裝置開動使鑽頭停止就是金屬勝利，如果金屬裂開是平手(第四戰追加之規則)。
從第一戰開始，「絕對無法鑽孔的金屬」是由本社位於福岡縣福岡市博多區、專門金屬精製加工製造商「日本Tungsten」所製造的「NWS超硬合金」
- 第一戰:Tungaloy(鑽頭)；NWS硬度為1700 -2010年10月2日播出

金屬勝。Tungaloy在鑽頭前端安裝超硬合金的刃頭，因鑽頭強度不夠無法往下鑚，機器反饋壓力過大，約一分鐘後機器強制自動停止，Tungsten的超硬合金毫髮無傷，鑽頭磨損嚴重。
- 第二戰:Allied-material(鑽頭)；NWS硬度為1990  -2011年1月24日播出

金屬勝。Allied-material將鑽頭做成中空圓筒璧狀，並在前端鑲上超砥粒(超硬金屬粒)，企圖想利用鑽頭外徑角速度大及超砥粒的硬度來攻擊。結果成功鑚進去幾mm，但因加工殘屑卡住，鑽頭轉不動，機器強制自動停止，鑽頭失敗。
- 第三戰:古河口rock drill(鑽頭)；NWS硬度為1990  -2011年7月18日播出

金屬勝。古河口rock drill是岩層開挖的公司，想要利用大型岩盤開採的工程車鑽孔機來鑚孔。特色是可邊鑚邊衝擊，企圖想要以衝擊力決勝負。可惜結果跟第一戰相同，金屬毫髮無傷，鑽頭磨損，機器強制自動停止。
- 第四戰:OSG(鑽頭,世界第一大)；NWS硬度為1990  -2011年10月16日播出

平手。OSG使用了第二戰的概念，在鑽頭前端加上了三倍量的超砥粒，除此之外，也改變了鑽孔直上直下的方式，而是使用畫圓的方式開孔，企圖減少殘屑堆積。結果結果成功鑽進去約1.5mm，但可能是金屬過脆，且鑽頭下壓速度大於加工速度導致金屬無法承受鑽機下壓力而裂開，機器強制自動停止。雙方都表示沒有贏，因此平手。
- 第五戰:OSG(鑽頭,世界第一大)；NWS硬度為1950  -2012年4月15日播出

金屬勝。OSG花了相當多的時間製造不同的鑽頭，最後採用中空鑽頭，讓冷卻油孔變大。加工方式為避免加工熱堆積，採用加工一圈，鑽頭抬起休息一次的策略。鑽頭的超砥粒採層層堆積的方式，企圖用超砥粒來打消耗戰。金屬方面為了避免再裂開，因此採用中心原柱部份為超硬金屬，周圍用次硬的金屬做支撐。(因為硬度高材料易脆，所以避免大面積的使用超硬金屬。)最後結果20mm的金屬鑚進了17mm，鑽頭超砥粒全數剝落，本體也都磨耗了，機頭因加工程序結束而停止。
- 第六戰:不二越(鑽頭)；NWS硬度為2119  -2013年1月1日播出

金屬勝。不二越公司是日本前三大的孔加工公司，在工廠當地有不二越鎮、不二越高中，不二越神社等等，財力相當雄厚。不二越花了600萬日幣買超硬金屬做研究，也成立小組研究鑽頭形狀。不二越的攻略方式承襲了超砥粒序列方式，更加長了超砥粒附著的面積及長度。鑽頭的材質及形狀也針對超硬金屬做設計，加工畫圓的方式也做了改良。加工時間加長到七小時，企圖以時間換取超砥粒消耗的速度。最後對戰結果，七小時加工程序結束，機器停止，金屬被鑚入了12mm，鑽頭被磨耗了18mm。
- 最終戰:中小企業聯合軍；MBS硬度為2334  -2013年10月播出

鑽頭勝。由全日本共76間中小企業聯手開發專門對付NWS的鑽頭-「JIT」，同樣嵌入了大量超砥粒，但大幅修改造型與結構使其更能有效磨損金屬，此外採用鑽床為水平衡向運作的CNC鑽床能降低機器緊急停止的機率，且其固定台在鑽入10公釐後會立體傾旋可更進一步強化超砥粒效果。而Tungsten方面則改派新人松原賢典-中川內浩二的後輩出場，並由他開發的全新金屬「MBS超硬合金」應戰，其硬度達2334完全超過先前「NWS超硬合金」的等級。開始比賽後起先兩小時鑽頭毫無進展，隨後JIT開始開始鑽入，很快固定台也開始立體傾旋。最後對戰結果，鑽床加工程序結束，機器停止，金屬成功被徹底鑽開，而鑽頭前方也被大量磨損。
VS parts
「無論怎樣的人都不能迴避的○○」和「活動超世脫俗的表演者Parts」的正面對決。只要Parts可以移動指定的距離而不被察覺就是Parts勝出，相反，如果被察覺就由對方勝出。
- 第1戰 － 無論怎樣的人都可以察覺的閉路電視（閉路電視勝出）
- 第2戰 － 無論怎樣的振動都會察覺的防犯罪鎖匙扣（防犯罪鎖匙扣勝出）
- 第3戰 － 無論怎樣走都會發出聲響的「鶯叫」走廊（走廊勝出）
- 第4戰 － 無論怎樣的人經過都會吠的看門狗（看門狗勝出）
- 第5戰 － 無論怎樣的人經過都會鳴叫的鵝（鵝勝出）

到目前為止，5次的對決中Parts全部都輸了。特別是第1戰時只過了11秒就因為鼻子動了這樣的小錯誤而敗北，不過，那次之後都開始得到一定程度的成績(在走廊戰中能前進到3/4的距離)。
識破對決
「製作無論怎樣的人都絕對不能識破的○○製作者(模型師和特殊化妝師等)」和「無論怎樣的○○都絕對能識破的人(生產商和整形外科醫生等)」的對決。
對決的方法是把假○○製作者做好的假○○和事前被準備的真貨○○一同展示。識破一方要選擇出真貨○○。如果選擇正確就可以繼續下一個回合，只要其中一個回合選擇錯誤就是假○○製作者勝出，相反，如果識破一方全部(通常是4個)選擇正確的話，就是識破一方勝利。
狂熱愛好者VS本人
「狂熱愛好者和公司職員之間有更豐富知識的是？」為了使此矛盾終結，由致力在有關職業工作的人VS對那個職業相當狂熱的愛好者軍團的知識對抗。雙方會先各自準備相關問題為對方出題，用互射十二碼的方式各問5條問題解中較多的一方勝利。如果雙方回答5條問題之後，正確的數量一樣就以突然死亡分出勝負。
狂熱愛好者軍團固定為3人，而職員就由一到三人不等(歷代編輯戰時為七人)。
- 京濱急行電鐵職員 VS 京急狂熱愛好者（3-4後者勝出）
- 日本航空機長&空服員 VS 日本航空狂熱愛好者（4-3前者勝出）
- ONE PIECE歴代責任編輯 VS ONE PIECE狂熱愛好者（3-2前者勝出）
- 小田急電鐵職員 VS 小田急狂熱愛好者（5-4前者勝出）
- 東京單軌電車職員 VS 東京單軌電車狂熱愛好者（2-3後者勝出）
- 京成電鐵職員 VS 京成電鐵狂熱愛好者（5-4前者勝出）
- 都營巴士職員 VS 都營巴士狂熱愛好者（3-4(其中一條為突然死亡)後者勝出）
- ONE PIECE歴代責任編輯 VS ONE PIECE狂熱愛好者第二彈（3-4後者勝出）
- 全日空機長&內勤&空服員 VS 全日空狂熱愛好者（5-4前者勝出）
- 煙花師 VS 煙花狂熱愛好者（4-3前者勝出）
- Dragon Ball歷代動漫編輯 VS Dragon Ball狂熱愛好者 （3-4後者勝出）

寫真對決
對於某陸上地標，從不同的視點來看的人，各自帶來自信最美的照片，對證由哪邊看是最好的。兩者以相同的主題各自以一張照片，由數名外國藝術家各自判斷決定勝敗，以共計的勝利數分出勝負。
- 第1戰 － 富士山 － 山梨縣VS静岡縣
- 第2戰 － 東京晴空塔 － 直升機機師VS的士司機

絕對不可能打開的金庫VS最強的開金庫工匠
無論做怎樣都不可能打開、怎樣都不會得知其PIN碼的最強金庫，由自稱怎樣的金庫都能打開的金庫工匠挑戰。
規則限制要於30分鐘之內打開(特殊鑰匙鎖+4個PIN碼)金庫，能打開就是開金庫工匠勝利，不能打開就是金庫勝利。
- 第1戰 － 由金庫勝出(開啟特殊鑰匙鎖和得知2個PIN碼)
- 第2戰 － 由韓國的開金庫工匠挑戰，金庫勝利(得知3個PIN碼)。

日美對決
日本的人、物和美國的人、物正面對決。下表前者為日本的、後者為美國的。
- 第1戰 －絕對粉碎不了的柴魚 VS 絕對能粉碎所有食品的攪拌機(柴魚勝利)
- 第2戰 －絕對能分辨相片的相片辨識專家 VS 絕對能畫出與相片一模一樣的畫家(畫家勝利)
- 第3戰 －絕對不能估計其路線的遙控直升機 VS 絕對能夠命中目標的狙擊手(遙控直升機勝利)

VS 鐵球
無論怎樣的東西都能破壞的鐵球和絕對不會被破壞的東西正面對決。在對決之前定下的時間內，鐵球可以無限地攻擊，能破壞就是鐵球勝出，不能在則定時間內破壞或鐵球損壞就是對方勝出。
- 第1戰 －史上最堅固的牆壁(鐵球勝利)
- 第2戰 －絕對無法被破壞的路障(鐵球勝利)
- 第3戰 －最堅硬的玻璃(平手)

VS 切割機
無論怎樣的東西都能切斷的解體工業用切割機和絕對不會被破壞的東西正面對決。規則根據切的對象而有所分別。
- 第1戰 －絕對不會被剪斷的腳踏車防盜鍊（切割機勝利）
- 第2戰 －絕對不會被剪斷的纜車纜繩（切割機勝利）

破壊王決定戰
由在本節目的破壞系企劃得到2連勝，想要得到最強名稱的「無論怎樣的東西都能破壞的鐵球」和「無論怎樣的東西都能切斷的解體工業用切割機」作出正面對決。
雙方破壞同一體積的水泥牆，在較短時間內徹底破壞水泥牆的就算勝出。（鐵球勝利）
VS 風力機器
無論怎樣的東西都可以吹倒的風力機器和絕對不會被吹倒的東西正面對決。如果在規定時間以內把東西吹倒就風力機器勝出、反之就是對方勝出。
- 第1戰 －無論怎樣的強風都絕對不會壞掉的傘（風力機器勝利）
- 第2戰 －無論怎樣的強風都絕對不會壞掉的傘（由傘勝利）（和上次不同的傘）
- 第3戰 －無論怎樣的強風都絕對不會使被褥飛開的被褥夾（風力機器勝利）

VS 遙控賽車
無論怎樣的東西都不能捕抓到的遙控車和絕對能抓住獵物的動物正面對決。如果在指定時間內不能捕抓遙控賽車就是控賽車勝出、反之就是對方勝出。
- 第1戰 －絕對能抓住獵物的的鷹（鷹勝利）
- 第2戰 －絕對能抓住獵物的的猴（遙控車勝利）
- 第3戰 －絕對能命中目標的釣魚手（釣魚手勝利）

VS 臉部認證系統
無論怎樣的臉都能辨識的系統和絕對無法辨識的臉。如果在通過臉部認證系統可以辨識就是辨識系統勝出、反之就是對方勝出。
- 第1戰 －絕對無法辨識的雙胞胎（辨識系統勝利）
- 第2戰 －絕對無法辨識的面具（辨識系統勝利）

VS 吸泥車
無論怎樣的東西都吸的起來的吸泥車和絕對不吸起來的物品。
- 第1戰 －絕對無法吸起的吸盤（吸盤勝利）
- 第2戰 －絕對無法吸起的磁鐵（吸泥車勝利）
- 第3戰 －再戦絕對無法吸起的吸盤（吸泥車勝利）
- 第4戰 －與消防泵車的對決。在水池裡，消防水車注水，吸泥車吸水，規定時間內比賽水位的高低，高於標準水位是消防水車的勝利，反之就是對方勝出。（吸泥車勝利）

### 絕對X不可能
讓有不可能煩惱的藝人把不可能的事交由絕對能做得到的高手挑戰。(由第3回開始藝人要自己支付貨款)
- 第1回 －テリー伊藤無論如何都不能除去的衣物污漬VS無論怎樣的衣物污漬都能清除的高手（成功除去污漬）
- 第2回 －アジャ・コング無論如何都不能燙直的曲髮VS無論怎樣的曲髮都能燙直的高手（成功燙直）

### 絕對X可能
為了使不可能的事成為可能而集結各種各樣的專業力量挑戰一般人認為不可能的事。

## 演出者
主持
- 小崇（小崇小敏）（粵語配音：蕭徽勇） = 勝率：53%[5]
- 小敏（小崇小敏）（粵語配音：葉振聲） = 勝率：67%
- 本田朋子（粵語配音：陳琴雲→沈小蘭）
- 宮澤智

常任嘉賓
- 大島優子 （粵語版由張頌欣配音）（AKB48） = 勝率：47%
- 又吉直樹（Piece） = 勝率：57%
- 綾部祐二（Peace） = 勝率：57%
- 藤森慎吾 （東方收音機） = 勝率：50%
- 東野幸治
- 中山秀征

嘉賓學者
- 原利次 （日本工業大學名譽教授）
- 小川賀代 （日本女子大學理學部數物科學科副教授）（粵語配音：黃玉娟）
- 内田麻理香（科普作家）
- 滝川洋二（東海大學教育研究所教授）（粵語配音：朱子聰）
- 高倉はるか（獸醫師）
- 池田整治（自衛隊作戰幕僚）
- 竹村彰夫（東京大學農學院生命科學研究所副教授）
- 鈴木桓男（慶應義塾大學法學院教授）
- 川本合久（福島大學人間發達文化學教授）
- 太田章（早稻田大學運動科學部教授）
- 下村裕（慶應義塾大學流體力學教授）
- 名倉千惠子（織田營養專門學校校長）
- 菊本統（橫濱國立大學都市更新研究院副教授）
- 篠原菊紀（諏訪東京大學腦科學教授）（粵語配音：潘文柏）
- 島崎敏一（日本大學理工學院土木科學教授）
- 大矢勝（橫濱國立大學環境情報所教授）
- 岸本健（國士館大學理工學院教授）
- 野村卓史（日本大學理工學院土木工程所教授）
- 水古義弘（東京工業大學理工學院研究所教授）
- 島田將喜（帝京大學動物科學專任講師）
- 石原敦（埼玉工業大學機械所教授）
- 藤掛一典（防衛大學システム工学群建設環境工學教授）
- 三宅淳己（橫濱國立大學環境情報研究所教授）
- 高倉はるか（獸醫師）
- 實吉達郎（動物研究家）
- 三好弘展（大井競馬場訓馬師）
- 村山英晶（東京大學工學系研究所副教授）
- 千葉文野（慶應義塾大學理工學院物理所教授）
- 沖大幹（東京大學生產技術研究所教授）
- 落合芳博（東海大學海洋學院教授）
- 太田光明（麻布大學獸醫學院動物應用科學教授）
- 石桓尚男（愛知工業大學經營學院教授）
- 樋口勝（日本工業大學創造系統工學科副教授）
- 佐藤秀美（日本獸醫生命科學大學調理科學擔當講師）
- 茂木敏充（日本經濟產業大臣）
- 鈴木孝治（慶應義塾大學理工學院應用化學科教授）
- 原口智（立教女子學院理科教師）
- 川村康文（東京理科大學物理學教授）
- 野崎博路（工學院大學工學院教授）
- 遠藤洋史（東京理科大學工學院第一工業科學系助理教授）
- 高倉弘喜（名古屋大學訊息技術中心教授）
- 下關正義（日本ばね學會名譽會員 日本大學大學院 工學博士）

旁白
- 福永一茂（原版）、陳欣、張裕東（代配）、許盈（粵語版本）

## 獎項
- 2010年10月：銀河賞月間賞、銀河賞第48回獎勵賞[6]
- 第28回 ATP賞電視大獎賽2011 情報節目部門 最優秀賞[7]
- 平成24年度日本民間放送聯盟賞電視娛樂部門最優秀賞[8]

## 醜聞
2013年10月20日播出的2小時特別節目中，參與『狙擊手軍團vs遙控賽車軍團』的遙控賽車製造商「YOKOMO」（ヨコモ）相關人士在播出後控訴節目內容與實際對決內容不符。此外，在2011年10月17日播出的遙控賽車『第1戰－絕對能抓住獵物的的鷹』中，製作單位曾要求遙控車降低車速以免老鷹逃走，而2012年10月21日播出的遙控賽車『第2戰－絕對能抓住獵物的的猴子軍團』，則是用釣魚線綁在遙控汽車與猴子身上，製造出猴子追逐遙控車的畫面。
富士電視台在面對指控後確認製作過程不當，決定自2013年10月27日起停止播出。
受此影響，10月27日的原時段改播原來只在關東、長野地方播出的《美川、春菜愛的悠閒之旅・搭往長瀞的SL列車。也有松茸唷！特別節目》。
11月1日，富士宣布將節目腰斬。

## 節目的變遷
| 日本富士電視台 | 日本富士電視台                                | 日本富士電視台 |
| -------------- | --------------------------------------------- | -------------- |
|                | 矛盾大對決 （2011年10月16日－2013年10月20日） |                |
| —              | —                                             |                |

| 臺灣緯來日本台 | 臺灣緯來日本台 | 臺灣緯來日本台 |
| -------------- | -------------- | -------------- |
|                | 矛盾大對決     |                |
| —              | —              |                |

| 香港無綫電視J2台 | 香港無綫電視J2台 | 香港無綫電視J2台 |
| ---------------- | ---------------- | ---------------- |
|                  | 矛盾大對決       |                  |
| —                | —                |                  |